# 연애의 기술 (2002년 영화)
《연애의 기술》(스페인어: El otro lado de la cama)은 2002년 공개된 스페인의 영화이다. 흥행에 성공한 이 영화는 2002년 국내 시장에서 가장 높은 수익을 올린 스페인 영화가 되었다.

## 줄거리
마드리드를 배경으로 한 이 뮤지컬 코미디 영화는 복잡하게 얽힌 성, 사랑, 거짓말, 그리고 이로 인한 혼란을 유쾌하게 그려낸다. 아름다운 파울라는 남자친구 페드로와 헤어지고 하비에르와 바람을 피우지만, 미성숙한 하비에르는 현재 여자친구 소니아와 헤어지려 하지 않고, 심지어 절친인 페드로에게 이 사실을 숨기려고 한다. 이렇게 꼬여버린 관계 속에서 인물들은 서로의 침대를 넘나들며 예측 불가능한 상황을 만들어내고, 그 과정에서 오해와 착각이 끊임없이 발생한다. 영화는 등장인물들의 엇갈린 사랑과 관계를 경쾌한 음악과 코믹한 상황으로 풀어내며 유쾌한 소동극을 펼쳐낸다.

## 출연

### 주연
- 에르네스토 알테리오
- 파즈 베가
- 길레르모 톨레도
- 나탈리아 베르베케
- 알베르토 산 후안
- 마리아 에스테브

### 조연
- 라몬 바레아
- 나탈리에 포자
- 세컨 드 라 로사
- 겔리 알바라데조
- 브랑카 마실라치
- 레티시아 도레라

## 기타
- 협력프로듀서: 지스라인 바로이스
- 협력프로듀서: 호세 헤르레로 드 에가나
- 협력프로듀서: 이그나시오 살라자-심슨
- 의상: 인마 가르시아